# Philipp Gersenius

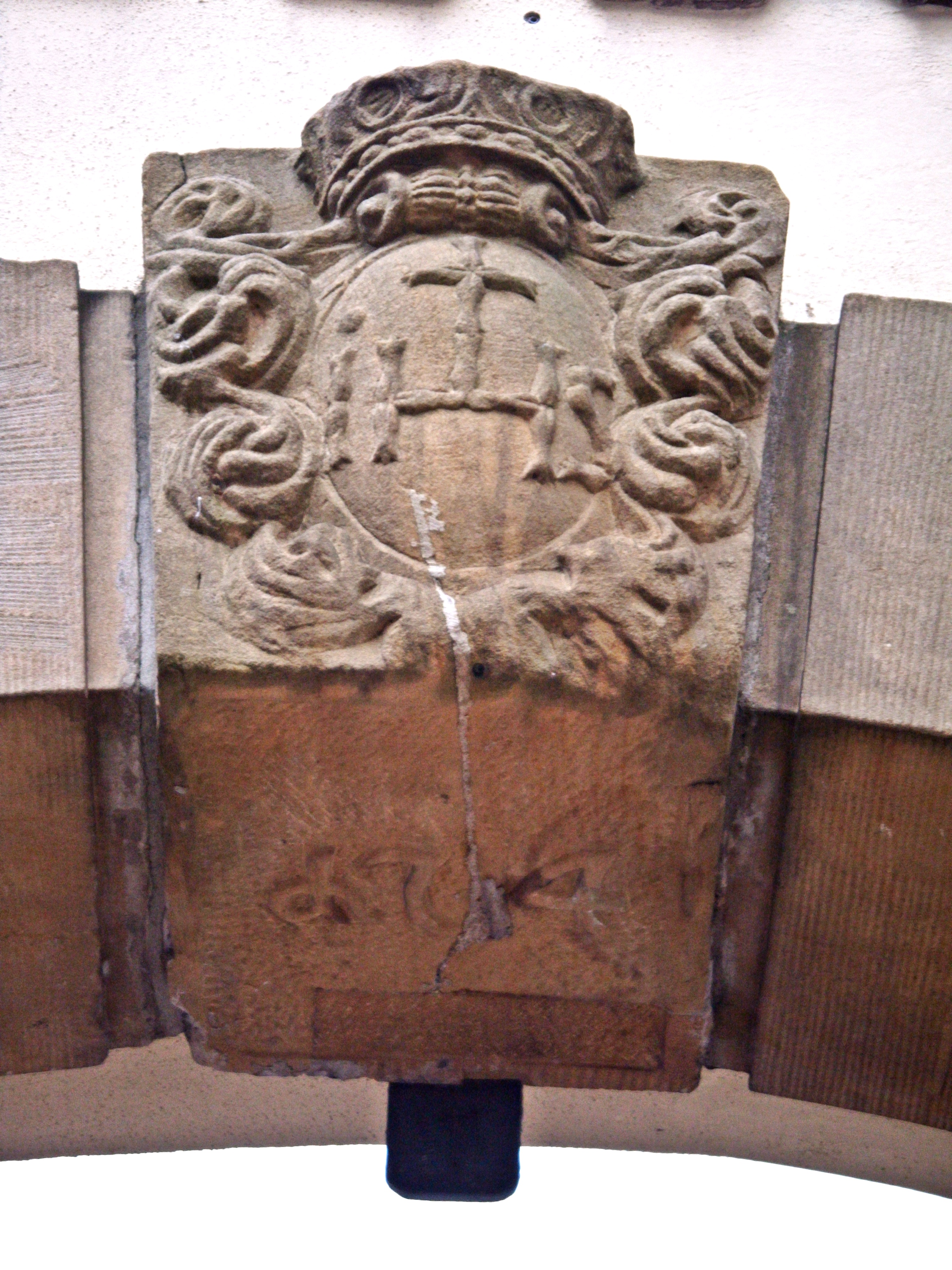
Wappenschlussstein vom Eingangstor des Jesuitenkollegs Speyer

Philipp Gersenius  (* 18. April 1665 in Mittelheim, Rheingau-Taunus-Kreis; † 15. Februar 1727 in Aschaffenburg) war ein deutscher Jesuit, Prediger und Hochschullehrer.

## Leben und Wirken

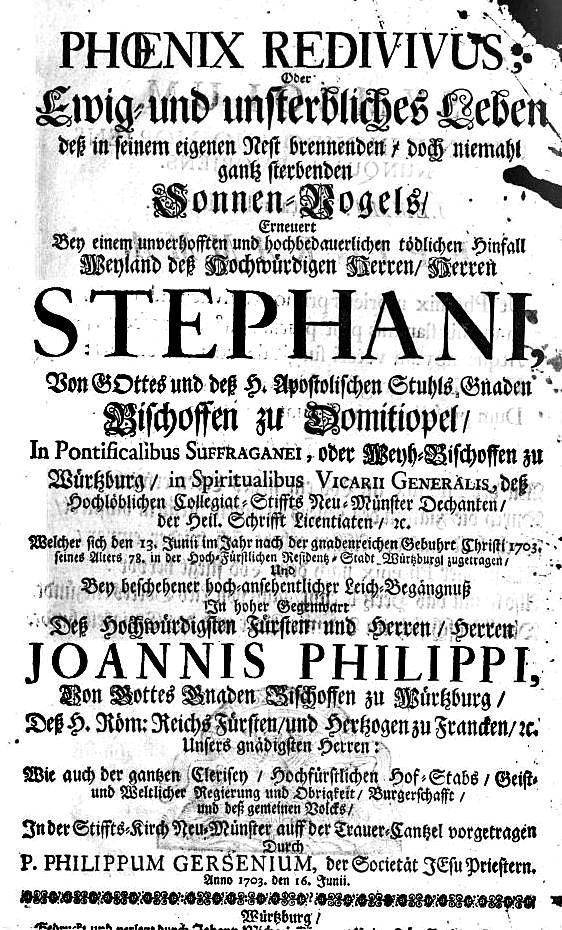
Titelblatt der Trauerpredigt auf Weihbischof Stephan Weinberger, 1703

Er stammte aus Mittelheim, heute ein Ortsteil von Oestrich-Winkel und trat am 15. Juli 1684 in den Jesuitenorden ein. Zunächst unterrichtete Philipp Gersenius an den Schulen des Ordens zu Bamberg und Würzburg, dann studierte er ab 1689 die Humaniora, danach Theologie in Prag. 
Nach Abschluss der eigenen Studien ging der Jesuit nach Mainz und lehrte dort Philosophie. Man berief ihn als Domprediger nach Würzburg, zeitweise war er in gleicher Eigenschaft zu Straßburg tätig. Im Beisein von Fürstbischof Johann Philipp von Greiffenclau zu Vollraths hielt er 1703, in der Stiftskirche Neumünster, die Trauerpredigt beim Begräbnis des Würzburger Weihbischofs Stephan Weinberger; sie erschien auch im Druck.
1713 wurde Philipp Gersenius Lehrer der scholastischen Theologie an der Universität Würzburg, wo man ihm auch den Doktortitel verlieh. Im gleichen Amt wechselte er 1714 an die Universität Bamberg, um 1717 wieder nach Würzburg zurückzukehren. 1723 beendete er seine Lehrtätigkeit und avancierte zum Rektor des Jesuitenkollegs Speyer. 
Philipp Gersenius starb bereits 1727 in Aschaffenburg.